# Rosa 'Princess Alexandra of Kent'
'Princess Alexandra of Kent' ('AUSmerchant' es el nombre del obtentor registrado), es un cultivar de rosa que fue conseguido en Reino Unido en 2007 por el rosalista británico David Austin.
No confundir con la rosa 'Princess Alexandra' (Poulsen).

## Descripción
'Princess Alexandra of Kent' es una rosa moderna cultivar del grupo « English Rose Collection ».
El cultivar procede del cruce de planta de semillero x planta de semillero.
Las formas arbustivas del cultivar tienen porte erguido que alcanza más de 100 cm de alto con 75 cm de ancho. Las hojas son de color verde oscuro mate de tamaño medio, follaje coriáceo.
Sus delicadas flores de color rosa profundo. Fragancia fuerte a limón, a híbrido del té. Flores grandes, muy completas (41 + pétalos), florece en pequeños grupos, en forma de copa, en cuartos, rosetón.
Florece de una forma prolífica, en oleadas a lo largo de la temporada.

## Origen
El cultivar fue desarrollado en Reino Unido por el prolífico rosalista británico David Austin en 2007. 'Princess Alexandra of Kent' es una rosa híbrida con ascendentes parentales de cruce de planta de semillero x planta de semillero.
El obtentor fue registrado bajo el nombre cultivar de 'AUSmerchant' por David Austin en 2007 y se le dio el nombre comercial de exhibición 'Princess Alexandra of Kent'™.
También se le reconoce por el sinónimo de 'AUSmerchant'.
- La rosa fue introducida en el Reino Unido por David Austin Roses Limited (UK) en 2007 como 'Princess Alexandra of Kent'.[1]
- La rosa 'Princess Alexandra of Kent' fue introducida en Estados Unidos con la patente "United States - Patent No: PP 19,828  on  17 Mar 2009/Application No: 12/001,100  on  10 Dec 2007".[1]
- La rosa 'Princess Alexandra of Kent' fue introducida en Australia con la patente "Australia - Application No: 2010/073  on  2010".[1]

## Premios y galardones
- Glasgow Tollcross Fragrance Award 2009
- Gifu - Most Fragrant Rose 2009
- ARS Most Fragrant Rose 2010

## Cultivo
Aunque las plantas están generalmente libres de enfermedades, es posible que sufran de punto negro en climas más húmedos o en situaciones donde la circulación de aire es limitada. Se desarrollan mejor a pleno sol. En América del Norte son capaces de ser cultivadas en USDA Hardiness Zones 2b a 8b. La resistencia y la popularidad de la variedad han visto generalizado su uso en cultivos en todo el mundo.
Puede ser utilizado para las flores cortadas, jardín. Vigorosa. En la poda de Primavera es conveniente retirar las cañas viejas y madera muerta o enferma y recortar cañas que se cruzan. En climas más cálidos, recortar las cañas que quedan en alrededor de un tercio. En las zonas más frías, probablemente hay que podar un poco más que eso. Requiere protección contra la congelación de las heladas invernales.

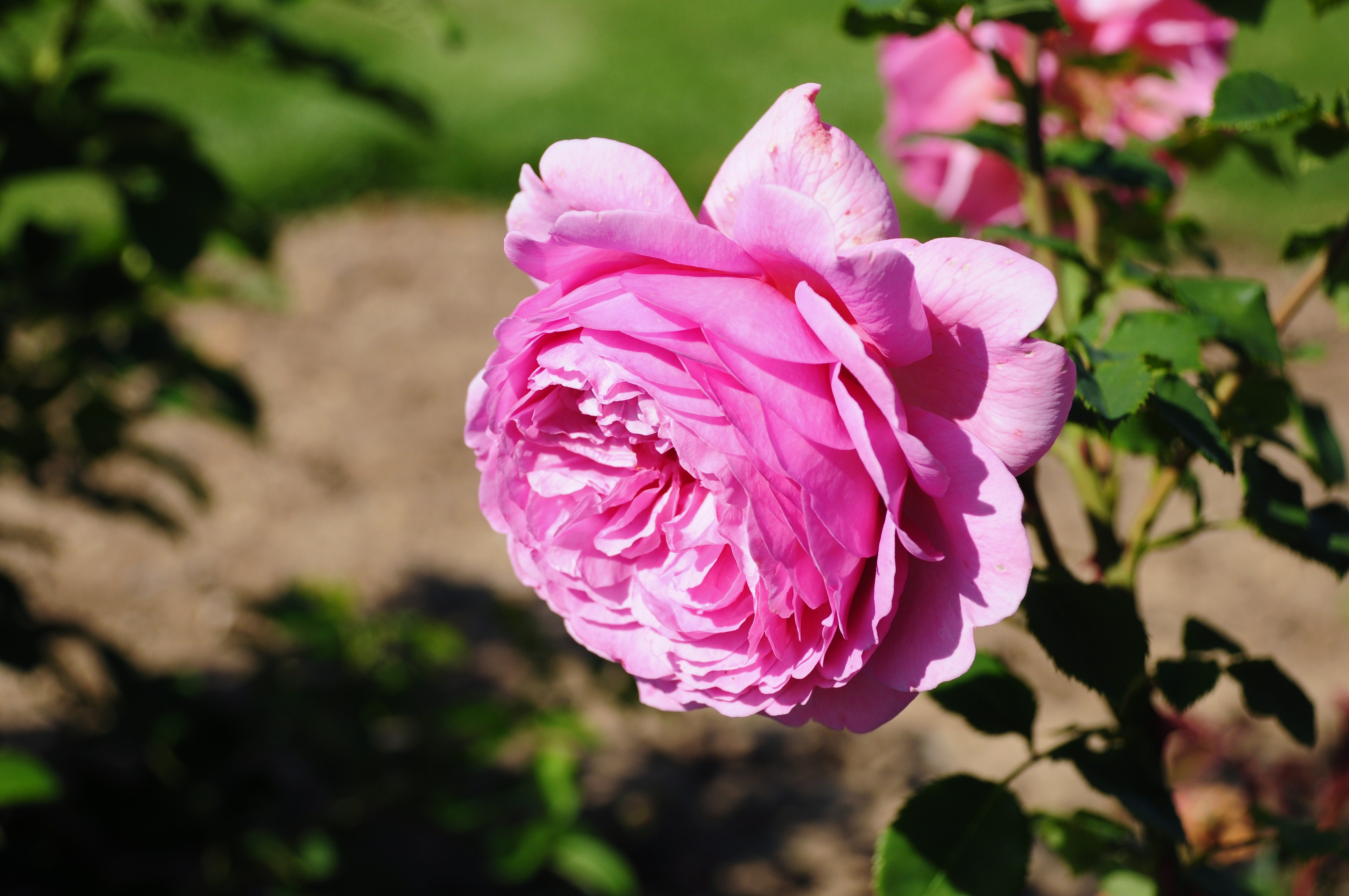
Rosa 'Princess Alexandra of Kent' Rosarium Sangerhausen.